# Берлінська міжнародна радіовиставка
Берлі́нська міжнаро́дна радіови́ставка (нім. Internationale Funkausstellung Berlin, скор. IFA), також відома як Берлі́нське ра́діошоу) — одна із найстарших індустріальних виставок Німеччини. На сьогодні це одне із найголовніших торгових шоу світу. Виставка проводиться щороку і вересні, організовує його The German Association for Entertainment and Communications Electronics разом із Messe Berlin GmbH.

## Історія

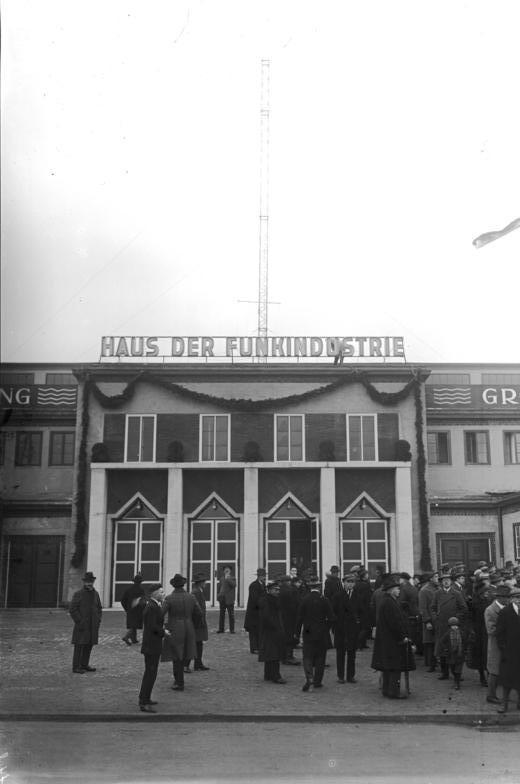
Вхід на виставку IFA, 1924 р.

У період з 1924 до 1939 років проводилась щорічно. А з 1950 по 2005 роки — що два роки. З 2005 року IFA знову стала проводитись щорічно, у вересні.
На шоу 1931 року німецький фізик і винахідник Манфред фон Арденне провів публічну демонстрацію телевізійної системи за допомогою електронно-променевої трубки для передачі та отримання зображення.
1933 року було представлено дизайн радіоприймача Volksempfänger (VE 301 W), що був спонсорований нацистами. Виготовлений на замовлення доктора Йозефа Геббельса, розроблений Отто Ґрісінґом. Він був представлений на десятій виставці IFA 18 серпня 1933 року.
У серпні 1935 року було представлено перший практичний магнітофон Magnetophon K1.
1938 року було представлено DKE 38 (нім. Deutscher Kleinempfänger 38 — укр. німецький мініатюрний приймач 1938).
1939 року виставка називалася нім. Grosse Deutsche Funk- und Fernseh-Ausstellung (Велика німецька виставка радіо і телебачення).
1962 року Голландська Philips Electronics Corporation представила касету компактного розміру для зберігання аудіоінформації.
1971 року Виставка стала міжнародною. Цей факт був відображений і в її новій назві, яку виставка носить донині: Internationale Funkausstellung (IFA).

## Структура
IFA поділяється на 7 сегментів:
1. Домашні розваги (ТБ • Blu-Ray • Домашнє кіно • Домашні сервери та рекордери)
2. Аудіо розваги (HiFi • Гучномовці • Спеціально:: аудіо високої якості)
3. Побутова техніка (Великі побутові прилади • Малі побутові електроприлади • Вбудовані кухонні меблі • Електричні внутрішні системи опалення)
4. Мої медіа (Зображення • Світлини • Відео • MP3 • Обчислення • Ігри• Пам'ять • Спеціально: IFA iZone, IFA eLibrary)
5. Громадські медіа (ТБ-Станції • Радіо • Громадські музичні & аудіо зони • Професійні медіа)
6. Комунікація (Телекомунікація • Кабельна • Мобільна • Навігація • IP • Мережеві рішення • Аналогова)
7. Технологія & компоненти (Поставники• Півпровідники • Міжнародні зали • Спеціально: IFA TecWatch)

## Учасники та відвідувачі
| Рік  | Дата проведення       | Учасники | Країни | Журналісти | Відвідувачі | Виставкова площа (м²) |
| ---- | --------------------- | -------- | ------ | ---------- | ----------- | --------------------- |
| 2011 |                       | 1,441    | 114    | 6,189      | 132.998     | 140,200               |
| 2012 | 31 серпня — 5 вересня | 1,439    |        | 3 300      |             | 142,200               |